# Shawar
Shawar ou Shāwar ibn Mujīr al-Saʿdī (en arabe : شاور بن مجير السعدي) est un vizir de l’Égypte fatimide de 1162 à 1163 et de 1164 à 1169. Les luttes de pouvoir au sein du califat fatimide et auxquelles il se trouve fortement liées ont été la cause de la prise de possession de l’Égypte par Saladin.

## Biographie
Après l’assassinat du vizir al-Afdal Shâhânshâh en 1121, l’Égypte a été l’objet de nombreuses luttes de pouvoir et de guerres civiles pour le vizirat. De 1121 à 1162, sept vizirs s’étaient succédé et six d’entre eux avaient été tués. Au mois de décembre 1162, le vizir Al-Adil Ruzzîk est renversé et mis à mort par Shawar, gouverneur de Haute Égypte, qui prend le titre de vizir et de chef des armées. Mais Shawar installe des membres de sa famille à des postes clés et la cupidité de ces derniers lui vaut une immense impopularité, même auprès de ses officiers. L’un de ses lieutenants, Dirgham, qu’il avait nommé grand chambellan, se révolte en 1163. Shawar réussit cependant à s’enfuir et à se réfugier à la cour de Nur ad-Din.
Shawar demande alors à Nur ad-Din de l’aider à revenir au vizirat d’Égypte. Ce dernier est cependant réticent, car il ne tient guère à intervenir dans le guêpier que représentent les affaires égyptiennes. Mais il apprend que le roi  Amaury Ier de Jérusalem tente une incursion en Égypte et assiège la ville de Bilbéis, sans succès en raison de la crue. Comme il ne souhaite pas laisser le roi de Jérusalem s’implanter dans la vallée du Nil et que Shawar lui promet de lui verser des indemnités de guerre ainsi qu’un tribut, il envoie en mai 1164 une armée commandée par Shirkuh, un de ses lieutenants. L'action, coordonnée avec une opération de diversion pour détourner les Francs de l'Égypte, réussit, Dirgham pris de court ne peut organiser la défense, est renversé et tué pendant sa fuite. Une fois rétabli au vizirat, Shawar somme Shirkuh de quitter l'Égypte immédiatement et sans avoir reçu les indemnités promises. Shirkuh déclare alors qu'il ne quittera pas le pays sans les sommes promises.
Comme il ne fait pas confiance à ses propres troupes, Shawar envoie un message au roi Amaury Ier lui demandant son aide contre Shirkuh. Trop heureux du prétexte, Amaury et son armée se rendent en Égypte et font leur jonction avec les troupes de Shawar. Shirkuh se retranche alors dans Bilbéis, que les alliés assiègent aussitôt. Shawar craint que la défaite d'un des deux camps ne le mette à la merci de l'autre camp, aussi cherche-t-il à gagner du temps en retardant l'assaut. Effectivement, le temps joue pour lui car Nur ad-Din, pour dégager son lieutenant, envahit la principauté d'Antioche, bat Bohémond III à Harrim et le capture. Obligé de rentrer en hâte pour défendre Antioche, Amaury Ier conclut une paix avec Shirkuh et les deux armées évacuent simultanément l'Égypte en novembre 1164.
Durant les trois années suivantes, Shirkuh ne va cesser de demander à Nur ad-Din l'autorisation et les moyens de se venger de Shawar. Mais Nur ad-Din préfère maintenir le statu quo à propos de l'Égypte, car il en maintient également les Francs à l'écart. Selon Guillaume de Tyr, Shirkuh entreprend même une démarche auprès du calife abbasside, lui faisant miroiter la possibilité de faire disparaître le califat concurrent, et de confession chiite, mais Ibn al-Athir est muet sur ce point. Shawar, inquiet de ces démarches contre lui, négocie un traité d'assistance mutuelle avec Amaury. En l'apprenant, Nur ad-Din donne son autorisation et une troupe de deux mille cavaliers quitte Damas en janvier 1167. Les deux armées franques et zengides arrivent simultanément en Égypte. Shirkuh ne peut envisager de marcher directement sur le Caire et se retranche à Gizeh. Les Francs concluent un pacte d'alliance avec l'Égypte qui est ratifié par le calife Al-Adid. Puis les armées s'affrontent à Bâbain-Ashmûnain et Shirkuh l'emporte, mais les Francs n'ont subi que peu de pertes. Shirkuh prend Alexandrie, dont il confie la garde à son neveu Saladin, puis se rend en Haute Égypte où il assiège la ville de Qûs pendant que les Francs et les Égyptiens assiègent Alexandrie. Encore une fois, Amaury et Shirkuh concluent la paix et évacuent simultanément l'Égypte, mais Amaury y laisse un protectorat sur le pays ainsi qu'une petite troupe chargée de percevoir le tribut.
La présence des Francs au Caire irrite la population, et Amaury envoie Guillaume de Tyr à Byzance afin de mettre au point une action concertée en vue de conquérir l'Égypte. L'apprenant, Shawar se rapproche de Nur ad-Din et Amaury, poussé par ses barons qui dénoncent la traîtrise du vizir, envahit l'Égypte. Pendant que Shawar tente de négocier avec Amaury, le calife Al-Adid envoie un message à Nur ad-Din lui demandant son aide. Quand les Francs arrivent devant Fustat, il trouve la ville incendiée, les habitants ayant préféré livrer leur ville aux flammes qu'aux Francs. Devant une telle détermination, Amaury préfère battre retraite et quitte l'Égypte le 2 janvier 1169, peu avant que Shirkuh n'y arrive. Dès le 18 janvier, Shawar est attiré dans une embuscade et tué des propres mains de Saladin, et Shirkuh devient vizir d'Égypte, mais meurt le 23 mars, laissant le pays à son neveu Saladin.

### Sources
- René Grousset, Histoire des croisades et du royaume franc de Jérusalem - II. 1131-1187 L'équilibre, Paris, Perrin, 1935 (réimpr. 2006), 1013 p.
- Amin Maalouf, Les Croisades vues par les Arabes, J’ai lu, 1983 (ISBN 978-2-290-11916-7).